# Ateneum
För andra betydelser, se Ateneum (olika betydelser).

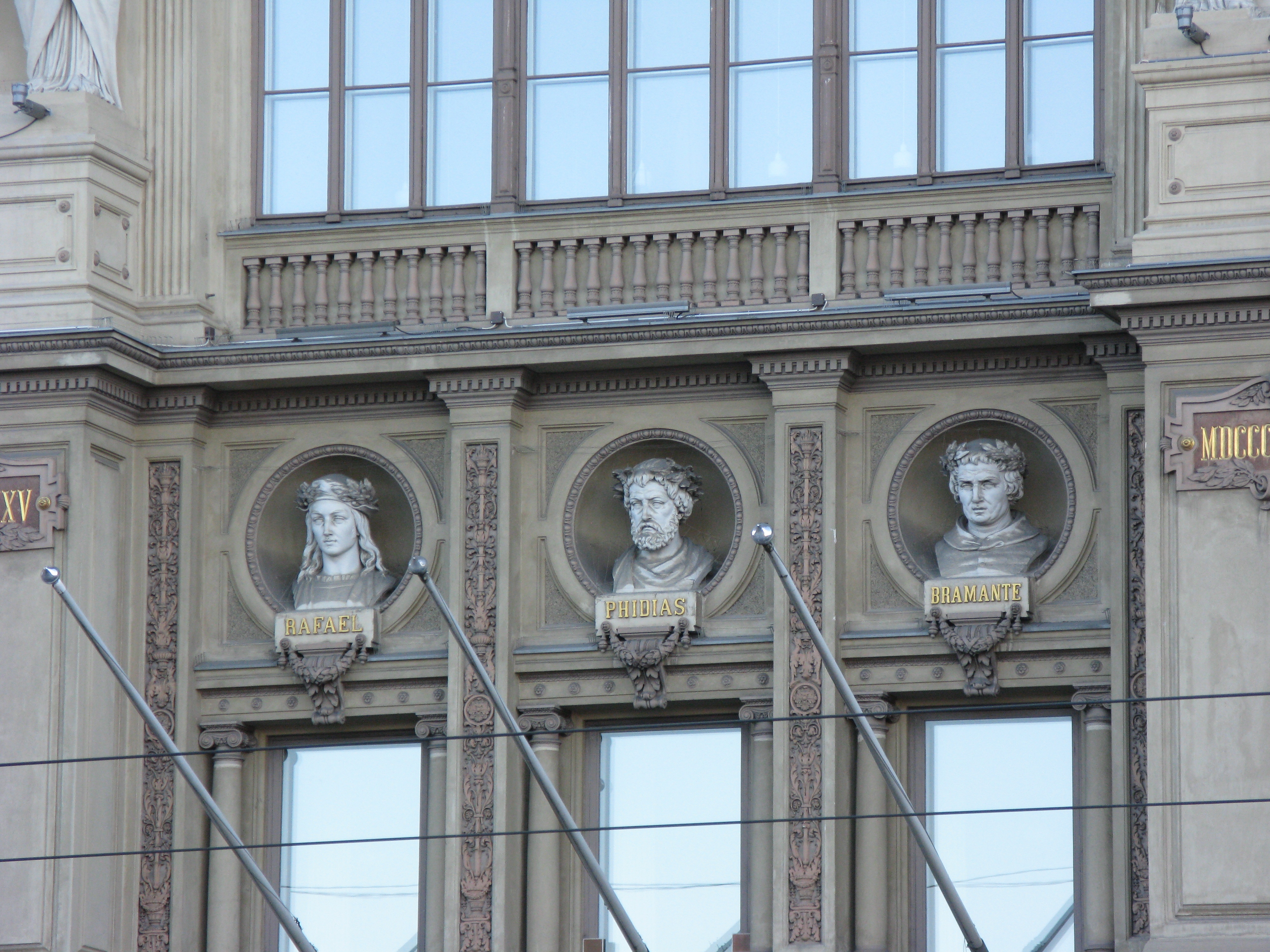
Bramante, Rafael och Fidias

Ateneum är ett finländskt konstmuseum i Helsingfors, som ingår i Finlands Nationalgalleri tillsammans med Kiasma och Konstmuseet Sinebrychoff.
Bland i samlingarna representerade konstnärer märks Hans Norsbo och Hugo Simberg. Byggnaden är ritad av arkitekt Theodor Höijer och färdigställdes år 1887. Byggnaden hyser idag konstmuseet Ateneum, Bildkonstens centralarkiv, samt Konstmuseibranschens utvecklingsenhet (Kehys).

## Arkitektur
Ateneums fasad är dekorerad med skulpturer och reliefer som innehåller mycket symbolik. Ovanför huvudingången, på andra våningen, finns byster föreställande tre kända konstnärer: Fidias, Bramante och Rafael. Ovanför dem, på tredje våningen, finns fyra karyatider som håller uppe frontonen. De symboliserar de fyra klassiska konstarterna arkitektur, bildkonst, skulptur och musik. Fasadens höjdpunkt är frontonen, där Konstens gudinna välsignar olika verk från olika konstarter. Dessa skulpturer och reliefer är gjorda av Carl Sjöstrand. Mellan fönstren på andra våningen finns reliefer föreställande finländska och internationella konstnärer, vilka har skulpterats av Ville Vallgren.
Under frontonen finns det skrivet i gyllene bokstäver Concordia res parvae crescunt (I samklang växer små saker). Meningen antas referera till den långa kamp konstnärskretsar i Finland förde för att få konstakademin byggd.

## Bildgalleri
Se även alfabetisk lista över ett urval av målningar på Ateneum.

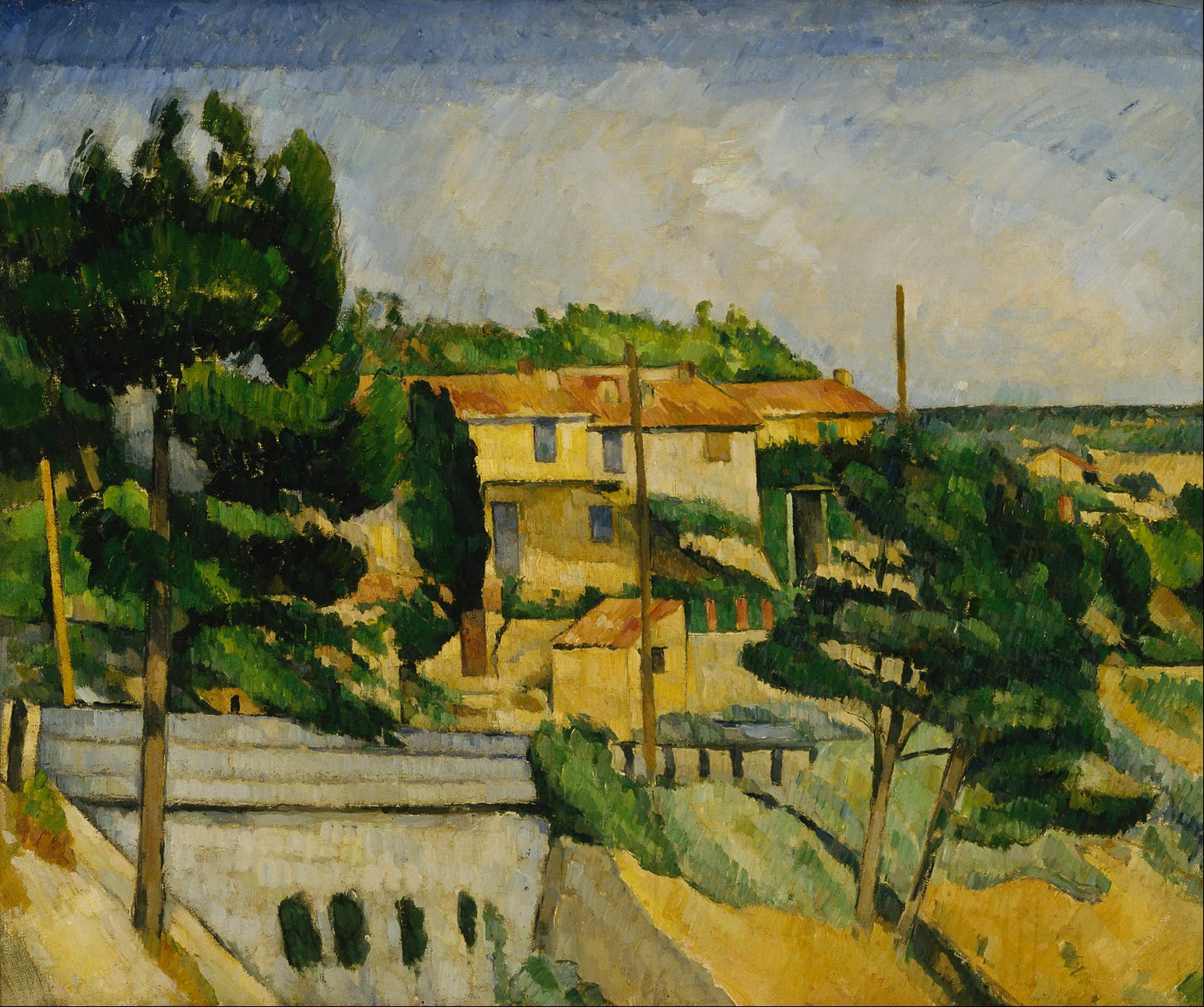
Viadukten i L'Estaque, Paul Cézanne, 1879–82
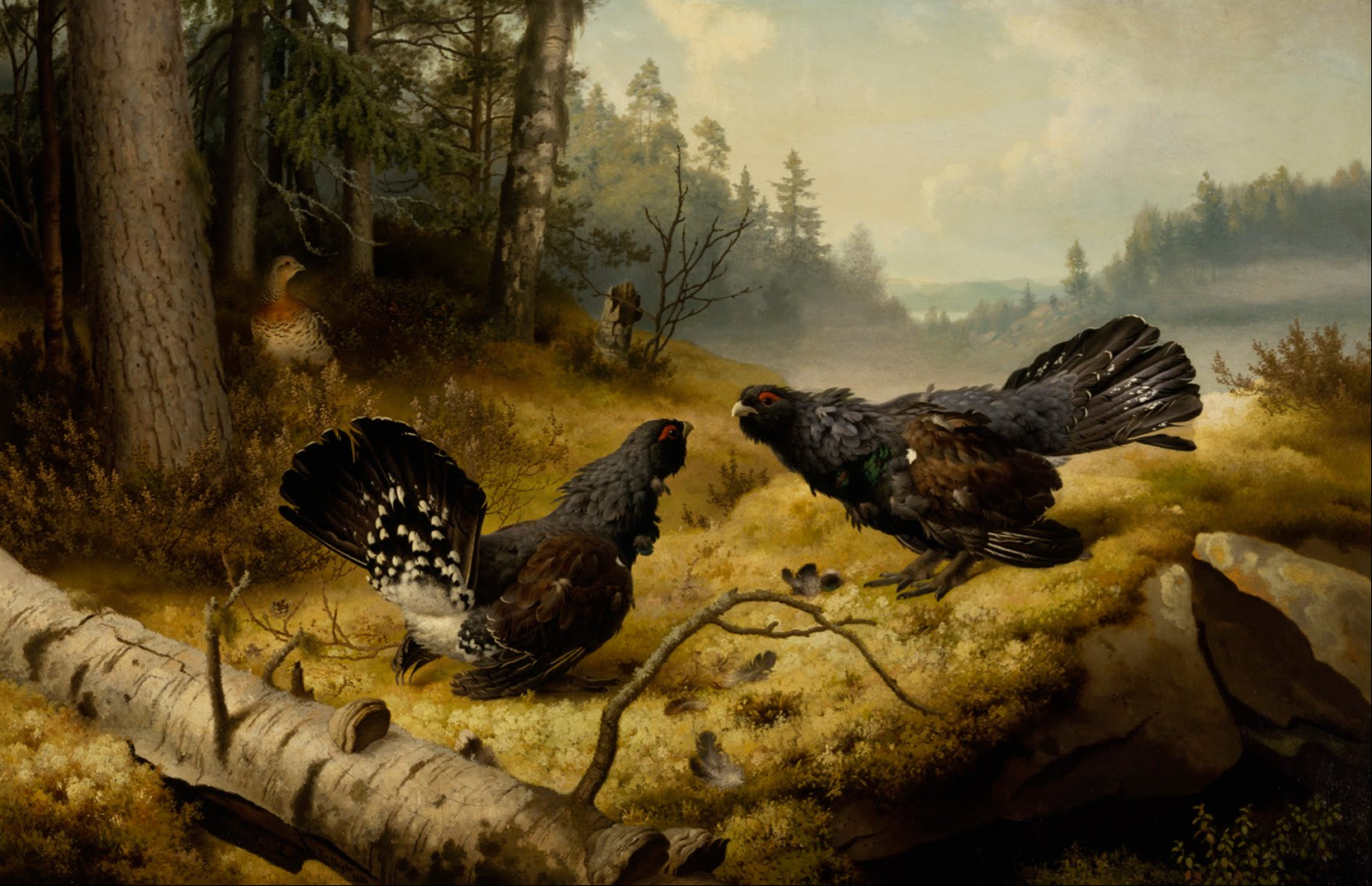
Stridande tjädertuppar, Ferdinand von Wright, 1886
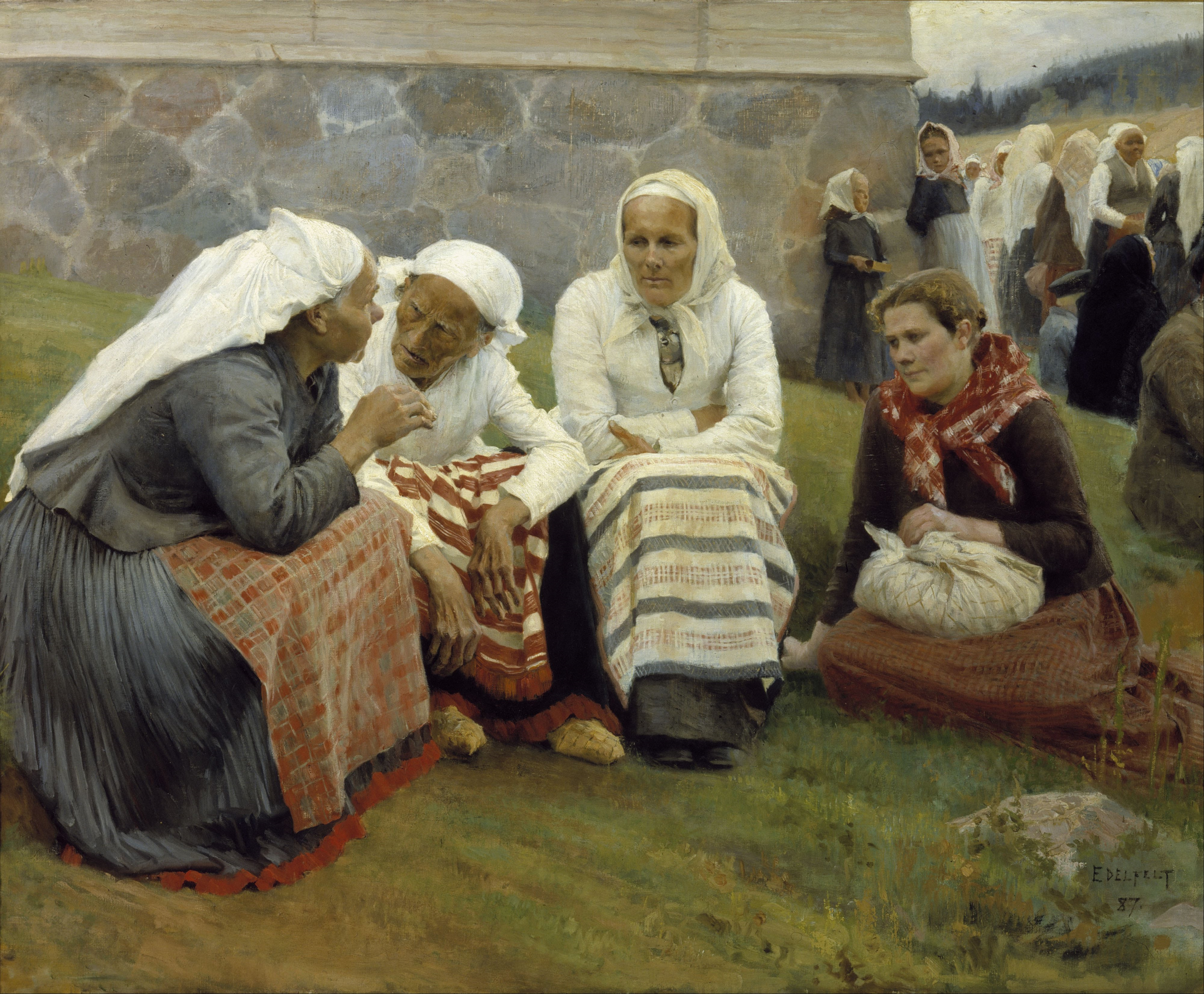
Kvinnor utanför Ruokolaks kyrka, Albert Edelfelt, 1887
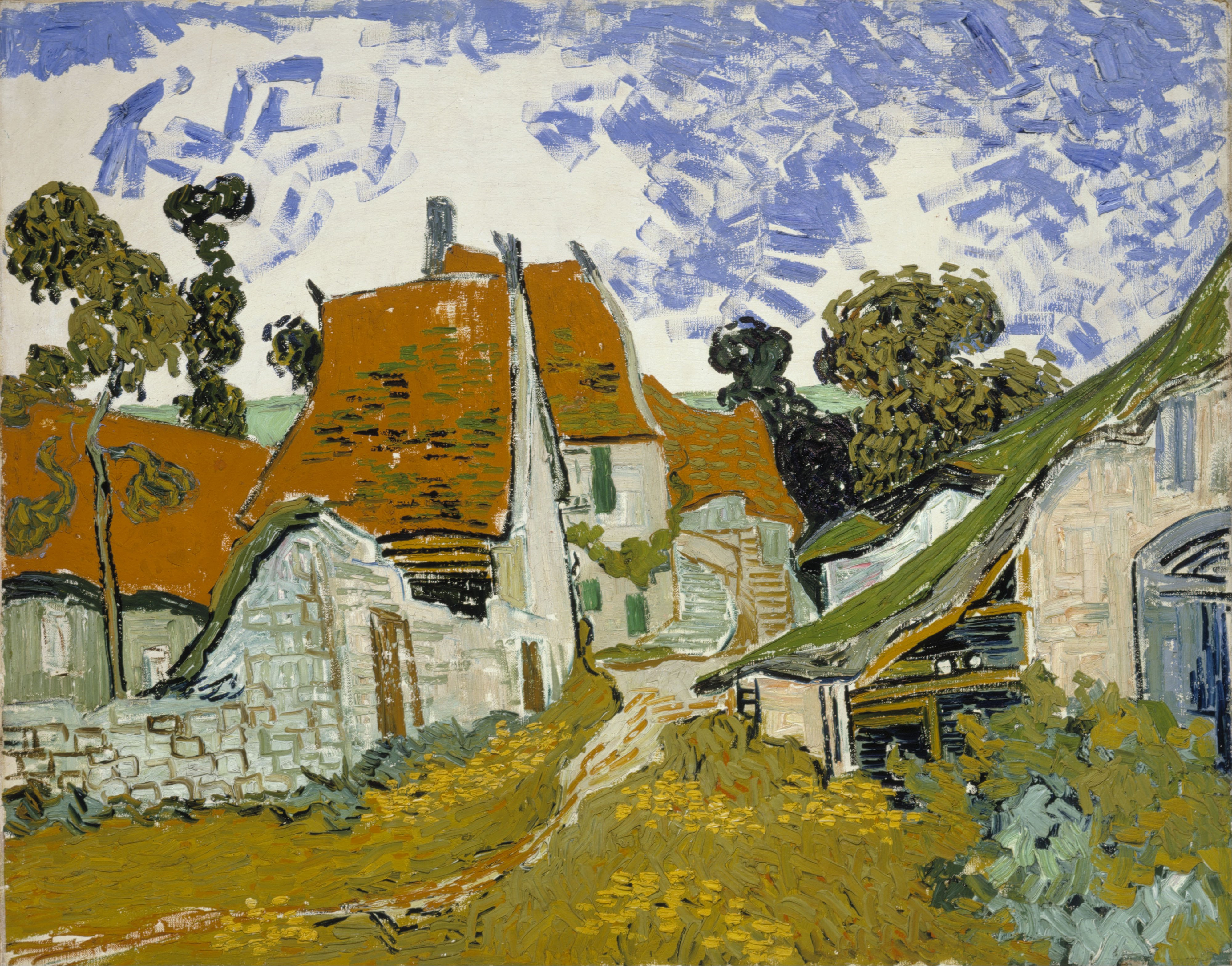
Gata i Auvers-sur-Oise, Vincent Van Gogh, 1890
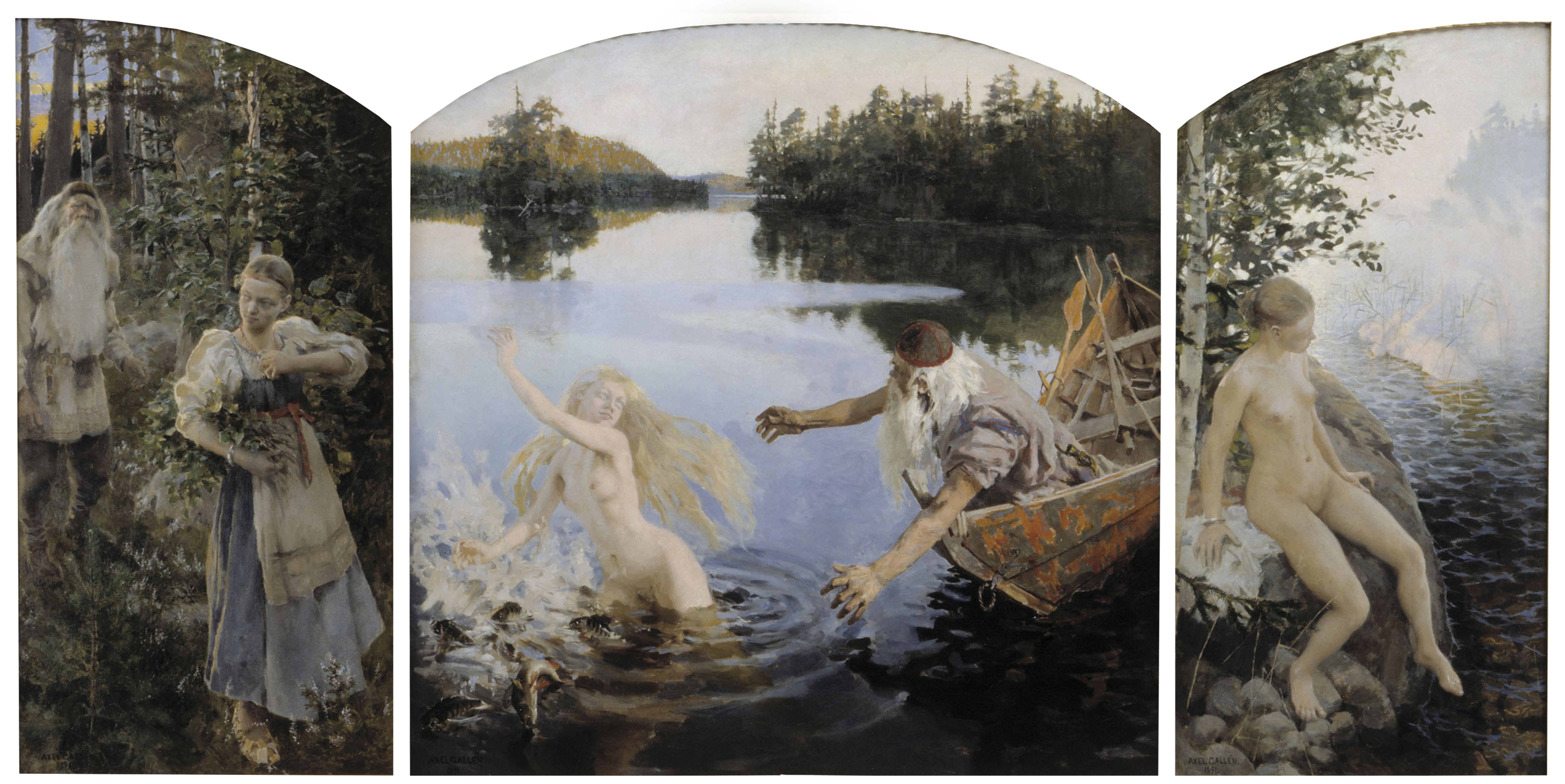
Ainomyten, Akseli Gallen-Kallela, 1891
Trälar under penningen, Eero Järnefelt, 1893
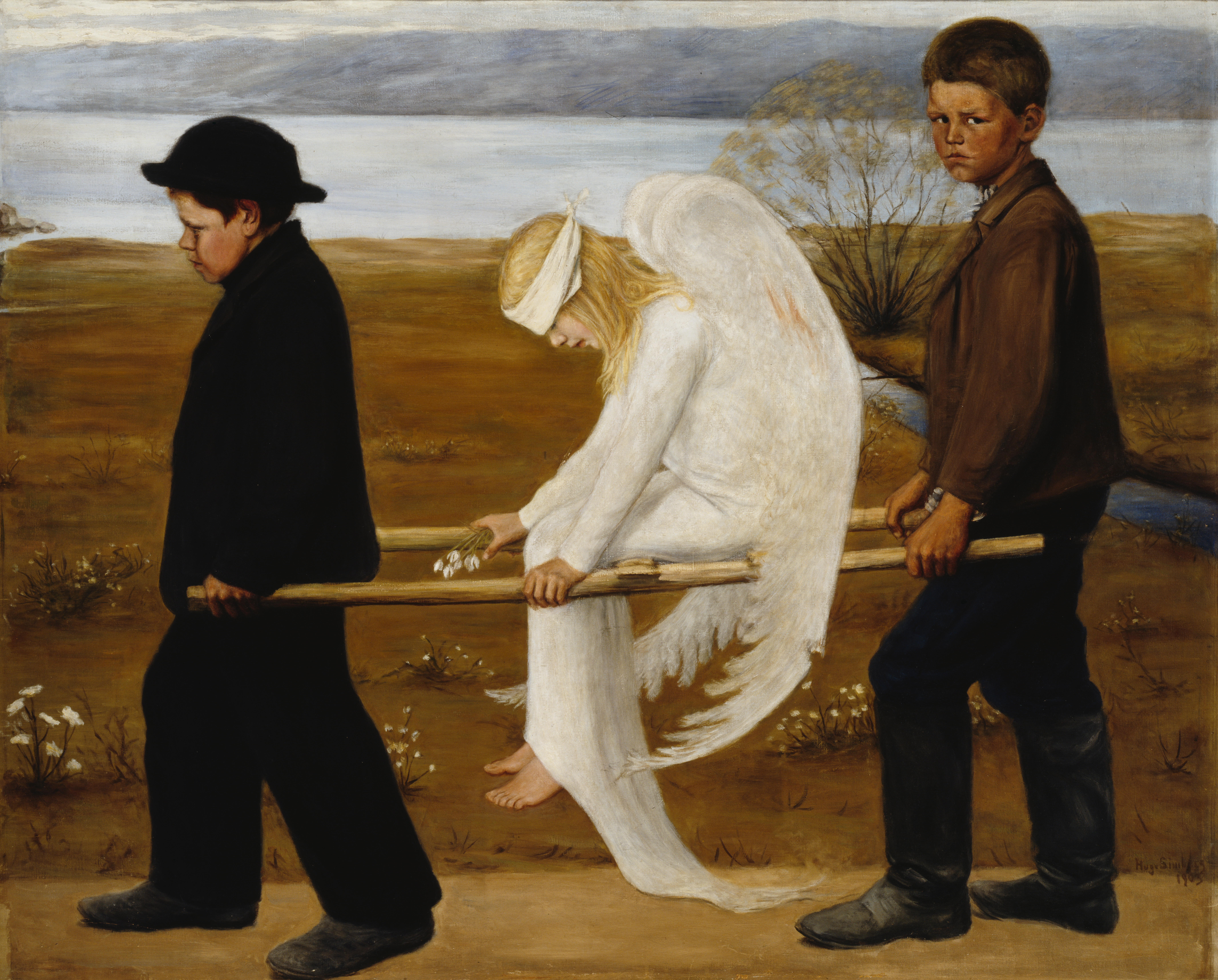
Den sårade ängeln, Hugo Simberg, 1903
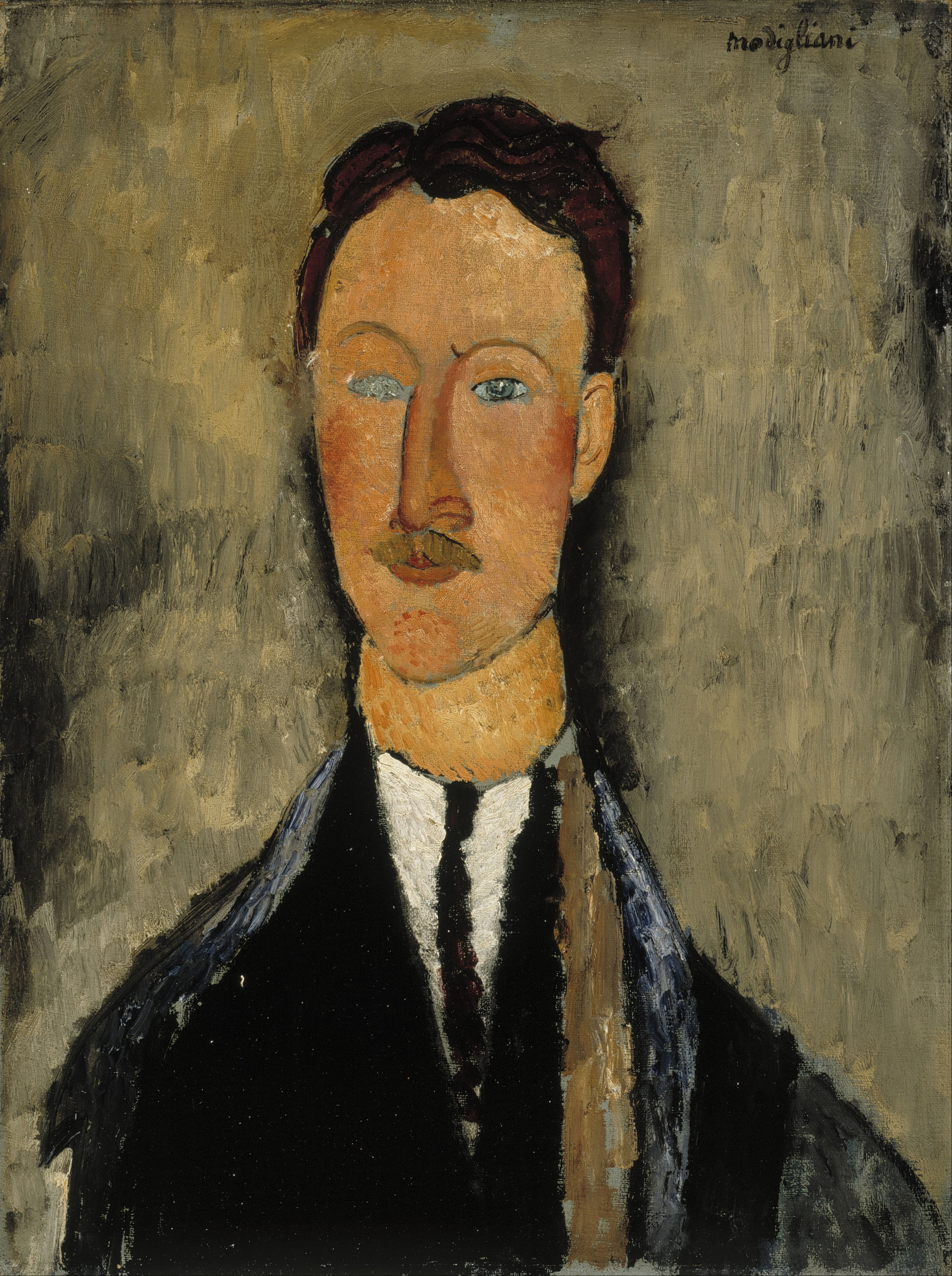
Porträtt av konstnären Léopold Survage, Amedeo Modigliani, 1918

## Chefer i urval
- Sakari Saarikoski 1969–1977
- Maija Talminen-Mattila 2006-2013
- Susanna Pettersson 2014–2018 (tillträdde 1 augusti som överintendent på Nationalmuseum, Stockholm)

- Marja Sakari, tillträde 3 september 2018. Marja Sakari kommer närmast från Kiasma, där hon tjänstgjorde som intendent.[4][5]